# راي براون (مصمم أزياء)
راي براون (بالإنجليزية: Ray Brown)‏ هو مصمم أزياء أسترالي، ولد في 27 سبتمبر 1959.

## وصلات خارجية
- الموقع الرسمي